# 太魯閣客運
太魯閣客運股份有限公司（英語：Taroko Bus Traffic CO.,LTD），簡稱太魯閣客運，為臺灣花蓮縣一家市區客運業者，主要經營花蓮縣市區公車301路線、302路線、303路線與305路線。

## 歷史
- 2014年6月13日，太魯閣客運成立。
- 2014年7月1日，太魯閣客運以綠能電動公車試營運於花蓮縣公車301路「東華線」。同年11月，該公司再度開設花蓮縣公車302路「太魯閣線」，以綠能電動公車行駛於臺鐵新城（太魯閣）車站與天祥之間。但是，綠能電動公車行駛未滿一年即頻繁進場維修；因此，301線自2015年4月開始陸續以柴油大客車替代原有車輛。[1]
- 2016年4月初，太魯閣客運突然於其官方臉書粉絲專頁自行宣布停駛。[2]在立法委員蕭美琴、花蓮縣議會副議長張峻等人協調之下，太魯閣客運營運團隊方同意恢復行駛。此後，營運團隊辦理增資，並向凱勝綠能科技採購7輛K9低底盤電動巴士。[3]
- 2016年9月，花蓮縣縣長傅崐萁、凱勝綠能科技董事長陳怡仁及太魯閣客運執行董事李道豪等人於「2016太魯閣客運升級記者會」上共同宣布七輛純電動低底盤公車正式投入營運。[4][5][6][7]
- 2017年1月1日，303線「台灣好行縱谷花蓮線」正式開通（原為花蓮客運之台灣好行1139線）。[8]
- 2019年10月27日，305線「水源線」正式開通（原為花蓮客運市區公車202線）。[9]

## 營運路線
| 路線      | 起點     | 終點               | 備註 |
| --------- | -------- | ------------------ | --- |
| 301       | 花蓮車站 | 國立東華大學       | 東華大學端駛入校內，停靠行政大樓、育成中心與圖書館等3站。 全程兩段票，每段23元。                                                                     |
| 302       | 新城車站 | 天祥               | 全程三段票，每段23元。 |
| 303       | 花蓮車站 | 花蓮糖廠           | 台灣好行縱谷花蓮線，為花蓮第一條採「里程計費」之路線。 經吉安慶修院、鯉魚潭、立川漁場、雲山水、兆豐農場、鳳林、林田山、光復、花蓮糖廠。              |
| 303區間車 | 花蓮車站 | 豐華再現館(雲山水) | 台灣好行縱谷花蓮線區間車 |
| 305       | 花蓮車站 | 水源村             | 里程計費：全票25元、半票12元。於慈濟大學上下車刷卡皆為20元。 行經花蓮後火車站、慈濟醫院、慈濟大學、碧雲莊、慈濟科技大學。                            |
| 305A      | 花蓮車站 | 水源村             | 里程計費：全票25元、半票12元。於慈濟大學上下車刷卡皆為20元。 行經花蓮後火車站、慈濟醫院、慈濟大學、碧雲莊、慈濟科技大學。 繞駛自強國中，例假日不行駛 |

## 外部連結
- 太魯閣客運的Facebook專頁
- 太魯閣客運股份有限公司官方網站 （页面存档备份，存于）